# Diapterus rhombeus
Diapterus rhombeus är en fiskart som först beskrevs av Cuvier 1829.  Diapterus rhombeus ingår i släktet Diapterus och familjen Gerreidae. Inga underarter finns listade i Catalogue of Life.